# Dimitri Mitropoulos
Dimitri Mitropoulos (grec: Δημήτρης Μητρόπουλος)  (Atenes, 18 de febrer de 1896 (Julià) - Milà, 2 de novembre de 1960) fou un pianista, compositor i director d'orquestra del segle xx d'origen grec naturalitzat estatunidenc.
Va estudiar al conservatori de la seva ciutat natal juntament amb Armand Marsick, el qual va prendre la direcció dels concerts d'aquell centre. El 1920 hi va estrenar l'opèra sœur Béatrice, amb lletra de Maurice Maeterlinck (1862-1949). Mitrópoulos se'n va anar a Brussel·les on va estudiar composició amb Paul Gilson. Després de 1921 a 1924 piano amb Ferruccio Busoni a Berlín, en viatge de perfeccionament. En tornar a la seva pàtria va provocar ardents controvèrsies amb els seus programes ultramodernistes, els quals concordaven admirablement amb el seu temperament inquiet. No obstant aquestes critiques se'l nomenà director del Conservatori d'Atenes i director de l'orquestra del mateix centre (1924/25) i de la Societat de Concerts (1925/27). Des del 1932 va obtenir èxit darrera èxit a París, Berlín, Roma i Boston. Va ser elegit membre de l'Acadèmia d'Atenes.
El 1936 va dirigir per primera vegada als Estats Units, i el 1937 era director estable de l'Orquestra de Minneapolis. El 1949 va compartir amb Leopold Stokowski la direcció de la Filharmònica de Nova York. Del 1950 al 1958 en va ser director estable. Posteriorment es va dedicar a l'òpera lírica. Va ser aclamat ala Metropolitan Opera i, més tard, als principals teatres del món. Va morir per un atac cardíac quan es trobava sobre el podi, dirigint un assaig amb l'orquestra de la Scala a Milà.
Se'l considera com un dionisíac, dotat de gran entusiasme. Sorprenia per la seva prodigiosa memòria, només comparable a la del director francès Albert Wolff. Va actuar també com a pianista i en els Concerts i dirigia el conjunt, executant simultàniament com a solista.
Va transcriure per a orquestra obres de conjunt reduïdes (com els Concerti Grossi).